# Afrodité
Az Afrodité görög eredetű női név. A görög mitológiában a szépség és a szerelem istennője.

## Képzett nevek
Afrodita

## Gyakorisága
Az 1990-es években igen ritkán fordult elő. A 2000-es és a 2010-es években sem szerepelt a 100 leggyakrabban adott női név között.
A teljes népességre vonatkozóan az Afrodité sem a 2000-es, sem a 2010-es években nem szerepelt a 100 leggyakrabban viselt női név között.

## Névnapok
- augusztus 5.[2]
- augusztus 7.[2]

## Híres Afroditék
- Aphrodité, görög istennő
- Dimanopulu Afrodité színésznő